# Crepicardus
Crepicardus – rodzaj chrząszczy z rodziny sprężykowatych i plemienia Crepidomenini.

## Taksonomia
Rodzaj utworzony został przez Ernesta Candèze'a w 1857 roku. Jako gatunek typowy ustanowił on Crepicardus klugii. Pierwotnie należące tu gatunki zgrupowane były w rodzaju Melantho Laporte, 1838, jednak nazwa ta była niepoprawna, gdyż była zajęta przez opisany w 1822 rodzaj mięczaka. Rodzaj dzieli się na trzy grupy gatunków: grupę klugii, grupę candezi i grupę trisulcatus. Dawniej rodzaj zaliczany był do podrodziny Pyrophorinae, a obecnie do Prosterninae.

## Występowanie
Wszystkie należące tu gatunki są endemitami Madagaskaru

## Gatunki
Do 2010 opisano 13 gatunków:
- Crepicardus candezei (Fairmaire, 1880)
- Crepicardus cribricollis Fleutiaux, 1929
- Crepicardus filia (Brancsik, 1897)
- Crepicardus fleutiauxi Girard, 1975
- Crepicardus klugii (Laporte, 1836)
- Crepicardus madagascariensis Fleutiaux, 1929
- Crepicardus mocquerysi Fleutiaux, 1929
- Crepicardus niger (Candèze, 1895)
- Crepicardus puncticollis Fleutiaux, 1929
- Crepicardus raffrayi (Fairmaire, 1884)
- Crepicardus trisulcatus (Candèze, 1893)